# Гарсиа-Морато, Хоакин
Хоакин Гарсиа-Морато-и-Кастаньо (исп. Joaquín García-Morato y Castaño; 4 мая 1904, Мелилья — 4 апреля 1939, Гриньон) — лучший ас-истребитель Гражданской войны в Испании.

## Биография
Родился 4 мая 1904 года в городе Мелилья, Испания. В 1923 году был призван в пехоту.

### Начало карьеры
В апреле 1925 года поступил в лётную школу гражданской авиации и 6 августа получил аттестат пилота. Впоследствии на биплане Avro 504 переучился на военного лётчика, после чего был направлен разведчиком и бомбардировщиком в часть, оснащённую de Havilland D.H.9A. Принял участие в боевых действиях в Марокко против марокканских повстанцев. Война была достаточно напряженной и Морато был дважды сбит, однако каждый раз ему удавалось благополучно приземлиться. В Марокко Хоакин совершил 57 боевых вылетов, налетав более 100 часов, за что получил высокую оценку командования. Впоследствии был переведён в эскадрилью гидропланов на базу в Мар-Чика, позже служил в разведывательной группе в Хетафе.
В 1929 году он был назначен инструктором в лётную школу в Алькала де Энарес, где проработал шесть лет. В школе Хоакин научился управлять многомоторным самолетом, истребителями и гидросамолетами, изучил профессию радиотелеграфиста, в 1932 году выучился на авиамеханика.
Хоакин активно участвовал в соревнованиях по высшему пилотажу, многие из которых выиграл. Он преподавал слепые полёты в Мадридском аэроклубе.
В 1934 году принял участие в подавлении восстания шахтеров в Астурии.
В 1935 году Морато организовал авиационную секцию Генерального Директората Безопасности движения.

### Гражданская война
К началу войны общий налёт составил 1860 часов.
Когда началась гражданская война в Испании, Хоакин Гарсиа-Морато отдыхал в Англии, откуда тут же вернулся в Испанию, в Кордову, в небе над которой и начал воевать. 3 августа 1936 года он, управляя бипланом Nieuport Ni.52, принудил отступить отряды республиканцев. Морато утверждал, что первым сбитым им самолётом был бомбардировщик Vickers Vildebeest над Антекерой. Затем от немцев были получены Heinkel He 51, и Хоакин немного полетал на них.
18 августа Морато на He 51 сбил Potez 540 и Nieuport, ещё один Nieuport был сбил 2 сентября.
Когда испанская эскадрилья He51 была расформирована, Хоакин пересел на Ju-52, на котором и летал бомбить республиканцев вплоть до получения из Италии истребителей Fiat CR.32. Гарсиа-Морато был первым испанским лётчиком, опробовавшим новую машину.
11 сентября он совершил свою пятую победу и свою первую на CR.32 (над Nieuport Ni.52).
16 сентября вблизи Навалькарнеро вместе с другим пилотом Хоакин подбил Potez 540. Повреждёному республиканскому бомбардировщику удалось совершить аварийную посадку на своей территории (хотя Морато утверждал, что тогда же сбил ещё один Potez 54).
20 сентября он заявил сбитый Hawker Fury над Санта-Олалья, но этому нет подтверждений.
25 сентября Морато заявил о сбитом Breuget XIX в над Баргасом.
В конце сентября прибыли девять немецких пилотов на Heinkel He 51. Это была вторая партия He 51, кроме того, немцы передали националистам те три He 51 из первой партии, которые все ещё годились к эксплуатации. Некоторое время Морато летал и на «хейнкеле», и на «фиате», чередуя их.
16 октября Хоакин сбил Loire 46 в области Мосехон-Мадрид.
С 5 ноября 1936 года начались первые крупные воздушные битвы. Девять «фиатов» (в том числе Морато) встретили около 15 И-15 и несколько самолетов Potez недалеко от Мадрида. Морато сбил И-15, а затем повредил двигатель Potez, заставив совершить аварийную посадку. Другие пилоты-франкисты также отличились.
13 ноября четырнадцать Fiat CR.32 (в том числе Хоакин Гарсия-Морато) сопровождали пять «Юнкерсов» и три «Ромео» (Ro.37). За Мадридом они столкнулись с шестнадцатью И-15 во главе с Павлом Рычаговым (так же в бою участвовал Захаров Г. Н.). Советская сторона заявила о шести сбитых франкистах и двух потерянных самолетах (оба пилота погибли, одним из них был К. И. Ковтун), франкисты же заявили о шести сбитых И-15 (один из них сбил Морато). По испанским данным, франкисты потеряли один самолет, два совершили аварийную посадку. На обратном пути фиаты столкнулись с бомбардировщиками СБ, которые бомбили аэродром под Мадридом и Хетафе. Морато подбил три СБ, другие франкисты тоже имели победы. В этот день счёт побед Морано дошёл до 15.
Затем Морано включили в итальянскую Fiat Group. Морато и Салас (тоже испанец) считали итальянского командира слишком мягким, так как он запретил своим лётчикам проникать на вражескую территорию. В итоге Салас нарушил приказ и его приказали арестовать. Морато яростно вмешался, говоря, что в Испании ещё никого не арестовали за храбрость. В итоге Морато и Салас решили организовать свои собственные подразделения.
В декабре Морато сформировал в районе Кордовы испанскую часть, которую назвал Patrulla Azul (Голубой патруль). 3 января 1937 года он на «фиате» сбил два СБ. В феврале Хоакин Морато возвратился на Арагонский фронт, чтобы поддержать наступление. 18 февраля два Ro.37 и три Ju 52 в сопровождении Голубого патруля и Fiat Group вылетели за линию фронта, и встретились с И-15 и И-16 республиканской авиации. Франкисты сбили восемь республиканских самолётов (один на счету Морато), и потеряли один самолёт (по некоторым источникам три). За этот бой Хоакин Гарсия-Морато получил крест Сан-Фернандо (17 мая 1937 года). На тот момент он сделал 150 боевых вылетов и участвовал в 46 боях, сбил 18 самолетов.
12 июля был большой воздушный бой к западу от Мадрида. Во время этого боя Божидар Петрович спас своего ведущего И. Т. Ерёменко от нападения CR.32, управляемого Морато, но сам погиб. 2 сентября был ещё один воздушный бой с пятнадцатью И-15, семь из которых франкисты сбили (в том числе один сбил Морато). В сентябре Морато направился на стажировку в Италию, передав командование группой Саласу. По его возвращении был назначен руководителем операций в 1-ю Воздушную Бригаду, где он пробыл до конца июня 1938 года. В конце июня 1938 года он принял под командование вторую (3-G-3) группу Фиатов.
14 августа обе группы фиатов (в том числе Морато) участвовали в большом воздушном бою с республиканскими И-16, преследовавшими He-111 неподалёку от Гандесы. Республика сообщила, что 1-й, 3-й и 4-й эскадрилии противостояли 90 вражеских самолетов, в числе которых были семь Bf109 и 27 He-111, и заявили об уничтожении трех Фиатов и одного He111. Они потеряли И-16 из 4-й эскадрильи и ещё два пилота получили ранения. По данным франкистов, у бомбардировщиков в тот день потерь не было, был потерян только один Fiat и двум пилотам пришлось совершить вынужденную посадку, ещё два самолёта были сильно повреждены.
3 сентября Хоакин Морато и Хулио Сальвадор не вернулись из боя на реке Эбро. Они сражались с И-16 из 1-й эскадрилии. Сальвадор сбил два самолёта и был подбит Франсиско Мероньо, позднее он попал в плен. Морато также был подбит, но спланировал в расположение франкистов.
В декабре Морато был назначен командиром Истребительной Эскадрилии. 24 декабря его эскадрилия сбила девять бомбардировщиков Р-5 врага к северу от Балагера, три из которых сбил Морато. По данным республиканцев, из девяти заявленных националистами самолётов, три вернулись на свои аэродромы.
19 января 1939 года он сбил И-15. Это была его сороковая и последняя победа.
Хоакин Гарсиа-Морато погиб из-за несчастного случая 4 апреля 1939 года, через три дня после окончания войны, перед камерами кинохроники, выполняя фигуру высшего пилотажа на своем личном Fiat CR.32 (серийный номер 3-51), на котором он одержал все свои победы, кроме первых четырёх, но на этот раз испытанный самолёт его подвел.
Во время испанской гражданской войны он налетал 1012 часов, выполнил 511 боевых вылетов и участвовал в 56 боях. 784 часа пришлись на Fiat CR.32, 34 на Nieuport, 27 на He51, 6 на Bf109 и 5 на He112. В течение войны он летал больше чем на 30 различных типах самолётов.
В 1950 году ему посмертно был присвоен титул графа Хараме.

## Список воздушных побед
Хоакин Гарсиа-Морато одержал 40 побед в воздушных боях над республиканцами и был сбит лишь раз — 3 октября 1937 года — курсантом во время тренировочного полёта. Все победы Морато одержал на бипланах.

## Награды
- Крест Сан-Фернандо (17.05.37)
- титул графа (посмертно)

## Память
Во времена Франко его именем назвали улицы в Испании.